# Структурне тестування
Структу́рне тестува́ння, також називають тестуванням за принципом «білої скриньки» або «скляної скриньки» (англ. White box testing або англ. Glass box testing), полягає у перевірці внутрішньої структури елементів системи.
Основним видом тестування є функціональне. Функціональне тестування застосовують для програмного забезпечення у цілому, а також для програмних об’єктів будь-якого рівня (процедури, модулі, підсистеми, системи). Структурне тестування доповнює функціональне. Цей вид тестування можливий для рівня не вище рівня програмного модуля. Виконання функціонального і структурного тестування системи може бути здійснене незалежно одне від одного. 

## Методи структурного тестування
Структурне тестування програмного забезпечення може бути реалізоване такими методами:
- тестуванням маршрутів;
- тестуванням циклів;
- тестуванням обробки даних.

### Тестування маршрутів
Тестування структури маршрутів програмних модулів виконують шляхом перевірки коректності виділених маршрутів виконання програм і виявлення логічних помилок формування маршрутів. На практиці за відсутності впорядкованого аналізу потоків управління деякі маршрути у програмі (до 50%) виявляються пропущеними під час тестування. Тому перше завдання, яке вирішують під час тестування структури програмних модулів, — це отримання інформації про повну сукупність реальних маршрутів виконання. Наочне подання реалізованих маршрутів дозволяє впорядковано контролювати повноту їхнього тестування та до деякої міри охороняє від випадкового пропуску окремих маршрутів. У результаті тестування набуває запланованого систематичного характеру. Для забезпечення коректності програми всі маршрути можливого виконання програмного модуля повинні бути перевірені під час її створення та тим самим визначають складність повного тестування.

### Тестування циклів
Наявність циклів у програмних модулях здатне різко збільшувати складність їхнього тестування. Повне, вичерпне тестування повинне охоплювати перевірку кожного маршруту у циклі за усіх можливих ітерацій циклу та для усіх сполучень циклів з маршрутами ациклічної частини програми. На складність тестування циклу впливає його структура та два параметри: число маршрутів у тілі циклу та число ітерацій циклу. За умови зростання кожного з цих параметрів пропорційно зростає їхній добуток, а отже, і складність тестування. Тому вичерпне тестування реальних складних програм із циклами практично неможливе.

### Тестування обробки даних
Функціонування будь-якої програми можна розглядати як обробку потоку даних, переданих від входу у програму до її виходу. Вхідні дані послідовно використовуються для визначення ряду проміжних результатів аж до одержання необхідного набору вихідних даних.
Наслідки помилок у програмі можуть проявлятися як зміни деяких змінних у процесі обчислень і як повне перекручування або відсутність на виході величин, що вимагаються. Тестування програмного модуля доцільно проводити на впорядкованих наборах даних з урахуванням ступеня їхнього впливу на вихідні результати.